# Peacekeeper Revolver
El Peacekeeper Revolver es la pistola de luz lanzada para el sistema multimedia Philips CD-i. Se lanzó en 1994 y se incluyó con Mad Dog McCree. El arma requería de calibración manual que se realizaba a través de las opciones del menú en todos los juegos compatibles.
El arma utilizaba un dispositivo infrarrojo colocado al lado de la pantalla que registraba su movimiento, lo que hacía que el Peacekeeper fuera inusual en comparación con la mayoría de las otras armas de luz de la época que dependían del escaneo de CRT para funcionar. A partir del 2011, hubo una disputa de patentes entre Philips y Nintendo sobre el uso de la tecnología (un control remoto y una barra «sensorial») para la Wii (y más tarde la Wii U), que se resolvió extrajudicialmente en 2014.

## Juegos
- Atlantis: The Last Resort
- Burn:Cycle
- CD Shoot
- Chaos Control
- Crime Patrol
- Crime Patrol 2: Drug Wars
- The Last Bounty Hunter
- The Lost Ride
- Mad Dog McCree
- Mad Dog II: The Lost Gold
- Thunder in Paradise
- Who Shot Johnny Rock?